# Ringo Starr and His Third All-Starr Band
Ringo Starr and His third All-Starr Band: Volume 1 es el tercer álbum en directo del músico británico Ringo Starr, publicado por Blockbuster en agosto de 1997. 
El álbum recoge el concierto de la tercera edición de Ringo Starr & His All-Starr Band ofrecido en el Nippon Budōkan de Tokio, Japón, e incluye la participación de celebridades musicales como el bajista de The Who, John Entwistle, y el retorno de Billy Preston y Zak Starkey, procedentes de la primera y segunda edición de la All-Starr Band, respectivamente.
Ringo Starr and His third All-Starr Band: Volume 1 fue publicado en edición limitada por el precio de 5,99 dólares en videoclubs de la compañía Blockbuster. A pesar de titularse Volume 1, nunca se llegó a publicar un segundo volumen.

## Lista de canciones
| N.º | Título                             | Escritor(es)                   | Duración |  |
| 1.  | «Don't Go Where The Road Don't Go» | Starkey, Warman, Grainger      | 4:52     |  |
| 2.  | «I Wanna Be Your Man»              | John Lennon, Paul McCartney    | 3:25     |  |
| 3.  | «It Don't Come Easy»               | Richard Starkey                | 3:55     |  |
| 4.  | «Loco Motion»                      | Goffin-King                    | 3:24     |  |
| 5.  | «Nothin' From Nothin'»             | Fisher, Preston, Puckett       | 3:33     |  |
| 6.  | «No Sugar Tonight»                 | Randy Bachman                  | 4:32     |  |
| 7.  | «People Got To Be Free»            | Felix Cavaliere, Eddie Brigati | 4:53     |  |
| 8.  | «Boris the Spider»                 | John Entwistle                 | 2:41     |  |
| 9.  | «Boys»                             | Dixon-Farrell                  | 3:08     |  |
| 10. | «You Ain't Seen Nothin' Yet»       | Randy Bachman                  | 3:45     |  |
| 11. | «You're Sixteen»                   | Sherman-Sherman                | 2:48     |  |
| 12. | «Yellow Submarine»                 | John Lennon, Paul McCartney    | 3:45     |  |

## Personal
- Ringo Starr: batería, percusión y voz
- Billy Preston: teclados, armonio y voz
- Zak Starkey: batería y percusión
- John Entwistle: bajo y voz
- Felix Cavaliere: teclados y voz
- Randy Bachman: guitarra y voz
- Mark Farner: guitarra y voz
- Mark Rivera: saxofón y coros